# Steinbergsee (Berlin)
Der Steinbergsee ist ein See in der Parkanlage Steinbergpark im Ortsteil Wittenau im Berliner Bezirk Reinickendorf. Der Steinbergsee ist knapp 1 ha groß, hat eine Länge von ca. 200 Metern und eine Breite von rund 50 Metern.
Der Packereigraben bildet den Zu- und Ablauf des Steinbergsees. Durch Sedimentation von Sand und anderen Stoffen muss der See gereinigt und müssen die abgelagerten Stoffe entfernt werden. Am nördlichen Ufer des Steinbergsees befindet sich der namensgebende Steinberg. Von dort fließt ein kleiner Wasserfall in den See. Das Wasser des Wasserfalls wird über Pumpen aus dem Steinbergsee gespeist. Am Nordufer des Steinbergsees befindet sich an der Mündung des Wasserfalls eine eingefasste Seeterrasse mit Treppen zum See.